# Азартные игры (фильм)
«Азартные игры» (англ. Reindeer Games) — кинофильм, драматический боевик режиссёра Джона Франкенхаймера. Слоган фильма «The trap is set. The game is on» («Капкан поставлен. Игра идёт»). Мировая премьера в состоялась 24 февраля 2000 года. Рейтинг MPAA: детям до 17 лет обязательно присутствие родителей.

## Сюжет
Ник Кессиди и Руди Дункан отбывают в одной камере тюремный срок. Руди за угон машины, а Ник за непреднамеренное убийство парня, который приставал к его девушке. Оба друга должны выйти на свободу через пару дней. Руди мечтает вернуться домой к Рождественскому ужину и отметить праздник в кругу семьи. У Ника же совершенно другие планы. Последние несколько месяцев Ник вёл переписку с некой девушкой Эшли, с которой теперь собирается встретить Рождество, занимаясь безумным и безостановочным сексом. Все её письма, которые он получает от нее, Ник зачитывает вслух. Руди, слушая зачитываемые письма, чувствует что-то родное, непреднамеренно влюбляется в Эшли и даже слегка завидует другу. Но все меняется в последний день заключения. В тюрьме происходит бунт, во время которого Ника убивают ударом заточки. При этом убивший его заключённый хотел убить Руди, а Ник стал случайной жертвой. Руди чувствует свою вину в смерти друга.
На следующий день Руди на выходе из тюремных ворот среди толпы встречающих видит взволнованную Эшли, которая нервно всматривается в лица выходящих из тюрьмы. Ведь она совершенно не знает, как выглядит её возлюбленный, в отличие от Руди, который видел её фотографии, которые были в письмах. Съедаемый угрызениями совести, Руди все-таки подходит к девушке и выдаёт себя за Ника. После непринужденного разговора в кафе и бурного секса в номере отеля Ник снова начинает чувствовать свою вину. Он решает во всём признаться после Рождественских праздников. Он уничтожает свои документы, чтобы скрыть свою личность.
После покупки теплых вещей в супермаркете Руди и Эшли возвращаются в номер, где их уже ждут четверо головорезов во главе с Габриэлем, родным братом Эшли. Бандиты раскрывают причину их встречи: Габриэль читал письма Ника и знает, что тот до попадания в тюрьму работал в казино, которое они хотят ограбить. В этот момент Руди понимает, что вся переписка с настоящим Ником была хорошо спланированная подстава. Он признается, что он не тот, кто им нужен и рассказывает, как всё было на самом деле. Разочарованный Габриэль избивает Руди, и его везут за город. Там, посреди пустыря Габриэль ещё раз предлагает хорошенько подумать и сотрудничать с ними. Бандиты все еще не верят в правдивость слов Руди. Они думают, что перед ними Ник Кессиди. В разговор внезапно встревает Эшли и ситуацию удается уладить. Руди понимает, что выбора нет, и «надевает» на себя личину Ника Кессиди, соглашаясь помочь в ограблении. Позже в кафе Габриэль показывает Руди план казино, чтобы тот придумал, как они будут действовать. Руди в голову приходит идея. Он говорит, что в казино за время его заключения сделали ремонт и ему необходимо лично увидеть, как там теперь всё выглядит. Бандиты наряжают Руди под ковбоя и отвозят его в казино. Там, воспользовавшись моментом, Руди пытается сбежать, но едва не погибает. провалившись под лёд вместе с Эшли. Свидетелем увиденного становиться случайный свидетель, которого Габриэль хладнокровно убивает. Руди понимает, что Габриэль пойдет на всё и до конца.
Позже, в отеле, Габриэль пытает Руди с помощью дротиков для дартса. Один из них Руди удается спрятать. Именно с помощью него он взламывает замок, которым пристегнута цепь к его ноге. Уже почти сбежав из отеля, Руди слышит голоса в бассейне, где разговаривают Эшли и Габриель. Оказывается, что они не брат и сестра, а любовники. Эшли, оказалась такой же обманщицей, как и Руди, умело выдавая себя за другую. Окончательно разочаровавшись в Эшли, Руди попытается сбежать, но из-за случайной задержки упускает момент и ему приходится вернуться в номер.
Через пару часов Габриель приходит за Руди, и все пятеро надевают костюмы Санта Клаусов и заходят внутрь казино. Ограбление, естественно, идёт не по плану. Первым погибает Пуг, вломившийся в хранилище, которое Руди назвал неохраняемым. На звуки выстрелов приходит полиция, но сидящая за рулем машины Эшли въезжает прямо в казино и насмерть давит представителей закона. Тем временем взбешённый Габриэль добирается до кабинета администратора, убивает охрану и избивает его, чтобы получить доступ к сейфу в его кабинете. Оставшиеся в живых бандиты, полностью обчистив хранилище, поднимаются к  Габриэлу наверх, однако тот отказывается уходить с награбленным и хочет получить доступ к так называемому «Паф-Паф» сейфу. Избитый администратор продолжает что-то бессвязно бормотать и отказывается идти навстречу. Тогда Габриель подводит Руди к администратору и спрашивает, узнаёт ли тот Ника Кессиди, который у него работал. Но администратор узнает в Руди «ковбоя», который недавно приходил в казино. Габриэль понимает, что Руди все это время говорил правду, выдавая себя за Ника и собирается его убить. Однако Руди настаивает на том, что в отличие от всего сказанного ранее, «Паф-Паф» сейф реален, и помогает его обнаружить. Обрадованный Габриэль заставляет администратора открыть его. Тот повинуется, но вместо денег достает из него автомат. В перестрелке погибают Джампи и сам менеджер. Габриэль и Эшли сбегают, выпрыгнув из разбитого окна на первый этаж. Оставшиеся наверху Руди и Марвин вступают в схватку, в ходе которой Руди сжигает бандита заживо. Герой понимает, что ему здесь больше нечего делать. Однако на улице его хватают Эшли и Габриэль. Несмотря на полученные деньги, они решают его убить и везут за город. Стоя на коленях со связанными руками возле обрыва, Руди говорит, что Ник действительно любил Эшли и бросает ещё несколько слов в её адрес. На его слова девушка говорит, что Ника порезали из-за него. Руди спрашивает, откуда она знает, как именно умер Ник, ведь он не называл ей причину смерти. Эшли закатывает глаза и убивает изумленного Габриеля, который так же осознал, что Эшли не могла этого знать. Внезапно кто-то подходит к фуре. Это живой и невредимый Ник. Он рассказывает ошеломлённому Руди всю суть его идеально продуманной аферы. Эшли на самом деле зовут Милли Бобек, и она его девушка. Именно из-за неё он и попал в тюрьму, защищая от навязчивого пьяного парня. Согласно плану Ника, Милли должна была выйти на каких-нибудь головорезов и выдавать себя за Эшли. Потом она начала переписку с Ником. Шло время, бандиты уже точно знали, что им нужен Ник для ограбления, а Ник понял, что Руди у него на крючке. Он видел, как тот слушал письма и смотрел на фото Эшли, поэтому точно был уверен, что Руди выдаст себя за него после того, как узнает, что Ника убили. Поэтому он подстроил свою смерть: Ник заранее дал пару баксов заключенному, чтобы тот его порезал (правда, по ребрам), подкупил охрану, что бы те распустили слух, что он умер – тем самым он на время вышел из игры. А что же касается самого ограбления, Ник постоянно говорил про казино, пока сидел в камере. Он постоянно говорил про всякие мелочи и был уверен, что Руди все запомнит. Так и случилось.
Ник и Эшли сажают Руди за руль машины и обливают её бензином. Однако, будучи профессиональным угонщиком, он заводит её и вначале прижимает к задней стенке фуры Ника, а затем сбивает Эшли, после чего машина с ней на капоте падает в пропасть и взрывается. Сильно травмированный Ник умоляет Руди не бросать его. Он говорит, что ему всегда было плевать на Эшли. Однако Руди молча закрывает двери фургона и позволяет ему съехать вниз в пропасть. Смотря вниз на горящие останки машин, Руди внезапно замечает два мешка, набитых деньгами. Он берет их и неспеша идёт в сторону своего родного дома, по дороге засовывая пачки банкнот в почтовые ящики бедных жителей района, совершая таким образом Рождественский акт искупления грехов.
Руди возвращается домой как раз к Рождественскому ужину, садится за стол со своими близкими, и отмечает праздник, как он и планировал сделать это с самого начала.

## В ролях
| Актёр         | Роль            |
| ------------- | --------------- |
| Бен Аффлек    | Руди Дункан     |
| Шарлиз Терон  | Эшли Мэрсер     |
| Гэри Синиз    | Габриэль Мэрсер |
| Дэннис Фарина | Джек Бэнкс      |
| Джеймс Фрейн  | Ник Кессиди     |
| Донал Лог     | Пуг             |
| Дэнни Трехо   | Джампи          |
| Айзек Хейз    | Марвин          |
| Марк Эчесон   | Мин Гурд        |
| Эштон Кутчер  | студент         |